# Impatiens runssorensis
Impatiens runssorensis är en balsaminväxtart som beskrevs av Otto Warburg. Impatiens runssorensis ingår i släktet balsaminer, och familjen balsaminväxter. Inga underarter finns listade i Catalogue of Life.